# Амандола
Амандола (итал. Amandola) насеље је у Италији у округу Фермо, региону Марке.
Према процени из 2011. у насељу је живело 1871 становника. Насеље се налази на надморској висини од 478 м.

## Становништво
Према резултатима пописа становништва 2011. у општини је живело 3.709 становника.
| 1931. | 1936. | 1951. | 1961. | 1971. | 1981. | 1991. | 2001. | 2011. |
| ----- | ----- | ----- | ----- | ----- | ----- | ----- | ----- | ----- |
| 6.240 | 6.348 | 6.541 | 5.645 | 4.403 | 4.106 | 4.012 | 3.969 | 3.709 |